# タマン・サリ
タマン・サリ（Taman Sari、ジャワ語: ꦠꦩꦤ꧀ ꦱꦫꦶ）は、インドネシアのジョクジャカルタ王宮（クラトン）近くにある離宮の跡であり、水の王宮とも称される。この離宮はジョグジャカルタ市の王宮（クラトン）の南（南西）およそ2キロメートル内に位置する。ジョグジャカルタ侯国と称されたスルタン家の王室庭園の跡であり、タマン・サリは、インドネシア語で「花園」の意である。
タマン・サリは、18世紀中頃の1758年にハメンクブウォノ1世（スルタン・ハムンク・ブウォノ1世、在位1755–1792年）により造営が開始された。タマン・サリには、休息場、作業場、瞑想場、防御要塞、それに隠れ場所といった多様な役割があった。花園に囲まれた水浴場に王宮に仕える女性に水浴びをさせ、それをスルタンが塔の3階より眺めて気にいった女性に花束を投げて、王専用の施設の水浴場で沐浴したり、夜をともにしたりしたともいわれる。また、離宮ではあるが、延長5キロメートル、2層からなる地下通路が張り巡らされ有事に使用された。ここにはイスラム導師の礼拝室、祈りを捧げる前に身を清める湧水の泉があり、宗教儀礼的な意味を持っている。
タマン・サリは、明確に分かれる4つの地区より構成され、北に島および建物のある大きな人工湖、中央に水浴場、南に別館と沐浴池の複合体、そして東側には別の人工湖があった。今日、中央の水浴場については良く保存されているものの、そのほかの地区は大部分がカンプン・タマン (Kampung Taman) 集落により占められている。
長い間修復されずに損傷していたが、1970年に修復がなされ、2002年よりポルトガルの財団の援助などによる修復が行われた。2006年5月27日のジャワ島中部地震により被害を受けたが、2017年より、タマン・サリを含むジョグジャカルタの歴史的都市（英: Historical City Centre of Yogyakarta）が、世界遺産の暫定リストに掲載されている。

## 名称
タマン・サリ (Taman Sari) という名称は、ジャワ語で「庭」「公園」の意の taman と「美しい」や「花」の意である sari に由来する。それにより、タマン・サリとは、花で飾られた美しい庭園の場所（花園）の意である。「水の王宮」などとも称され、かつての論述おいてはタマン・サリを「水城」（蘭: ‘waterkasteel’）と記しており、水門を閉じることにより、複合体は完全に水に浸り、高い構造物が突出するようになる。

## 歴史

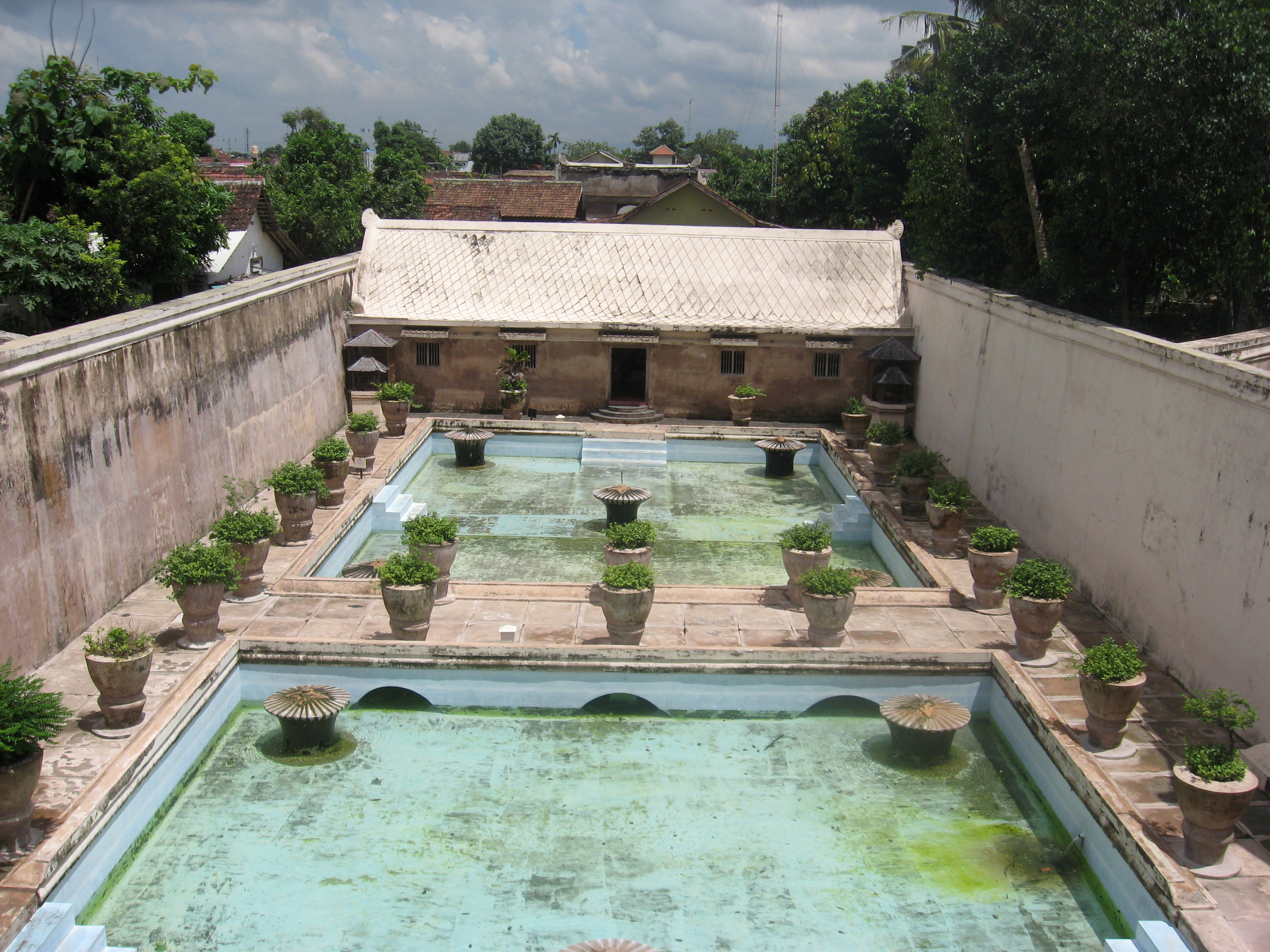
保存・修復された中央の沐浴場

タマン・サリの造営は、マタラム王国が分裂した時代、ジョグジャカルタのスルタン家（ジョグジャカルタ侯国）の初代スルタン、ハメンクブウォノ1世の治世中に始まり、次代スルタン・ハメンクブウォノ2世（ハムンク・ブウォノ2世、在位1792–1810、1811-1812、1826-1828年）の時代に完成した。しかしこの建設用地は、アマンクラット4世（マンクラット4世、在位1719-1726年）の治世には、すでにパセトカンの泉（英: Pacethokan Spring）と呼ばれる沐浴場として知られていた。ジョグジャカルタ王宮の史料 Kitab Mamana によると、タマン・サリ建設事業の指導者は Tumenggung Mangundipura であった。彼はヨーロッパ建築について学ぶためにバタヴィア（ジャカルタ）を2度訪れており、それがタマン・サリの建築にヨーロッパ様式が見られる由縁であるとされる。
その建設事業において、東部ジャワのマディウンの摂政（ブパティ、Bupati）、ラデン・ランガ・プラウィラセンティカ (Raden Rangga Prawirasentika) が、タマン・サリの建設資金の支援に参画し、またプラウィラセンティカはスルタンにマディウンの納税義務からの救済を嘆願して、納付の別の代替方法を進言した。スルタンは彼の提案を受け入れた。1758年、スルタンは摂政に煉瓦やさまざまな補完物の製造を統轄するように命じ、それらは美しい庭園の構築に使用されることになった。
タマン・サリは、第3次ジャワ継承戦争の終結において、スルタン・ハメンクブウォノ1世とオランダ東インド会社の間で結ばれた1755年のギアンティ条約の3年後、ハメンクブウォノ1世の休息所として着工された。スルタンは、経験したばかりの長年の戦争の後、時折ゆっくり過ごす時間に使うことができる場所を望んでいた。Raden Arya Natakusuma（後のスリ・パクアラム2世、在位1829-1858年）の指揮のもと、Raden Tumenggung Mangundipura が建設の責任者であった。建設は西暦1758年（サカ暦〈ジャワ暦〉1684年）に着工された。その複合体がどれほどの規模となるか調べられた後、ラデン・ランガ・プラウィラセンティカは、その負担が納税より高額となることに気付いて事業より脱退し、代わって王子ノトクスモ（後のパク・アラム1世、在位1813-1829年）が完成まで事業を継続した。
この複合体には、大小およそ57ないし59の建物があり、モスク、瞑想室、水浴場、それに人口湖を囲む18の庭園や休憩所などがある。このタマン・サリの建造は、1765年、門および外壁の完成により終了した。西門 (Gedhong Gapura Hageng) にあるセンカラ（sengkalan memet、ジャワのクロノグラム）にあたる浮彫りには、花木から蜜を吸う鳥が見られる。このセンカラは、サカ暦1691年、西暦1765年を示している。ジャワ語の ‘Lajering Kembang Sinesep Peksi’ は、lajering「芯（英: core）」が 1、kembang「花（英: flower）」が 9、sinesep「吸う（英: suck）」または「飲む（英: drink）」が 6、peksi「鳥（英: bird）」が 1 とされ、その文章は「花の蜜を採る鳥」と読むことができる。これを文末から数字を当てはめることにより、サカ暦1691年と解される。
この複合体は1765-1812年にかけて実際に使用されたが、1812年、イギリスのジョグジャカルタ侵攻により、複合体の多くの部分が破壊された。その後、1825-1830年のジャワ戦争のうちに庭園は荒れ果て、構造物も一部損傷を被った。
王宮複合体は、1867年の地震により、多くの構造物が崩壊し、利水機能を失ったことで使われなくなった。時が経つにつれ、無断居住者らがその場所に住み始め、荒廃した休息場の廃墟を取り囲み、干上がった湖床を埋めた。
1970年代初頭、市内の観光資源としての価値が認められ、修復に向けた取り組みが行われた。2002年からはワールド・モニュメント財団やポルトガルのカルースト・グルベンキアン財団の援助などにより調査・修復が行われ、水浴場の区域だけは完全に修復された。

### デマン・テギス
ジョグジャカルタ王宮の古い史料 Serat Rerenggan の記述に、タマン・サリの建築家の1人といわれるポルトガル人の男デマン・テギス (Demang Tegis) の話についての言及が見られる。それによると、奇妙な男が突然 Mancingan 村（ジャワ島の南海岸パラントゥリティスにある地名）に現れた。長い鼻、白い顔、それに外国語で、村人らはその者が何かの精霊あるいは森の仙人かと怪しんだ。村人は彼を当時のスルタン・ハメンクブウォノ2世に差し出した。スルタンは興味を覚えたらしく、その奇妙な男を下僕とした。数年を経て、ようやく男はジャワ語で話すことを習得した。彼によると、難破によって座礁したポルトガル人（ジャワ語: Portegis）であった。彼はまた建築家であると主張したことから、スルタンは彼に砦を建てるよう命じた。男の仕事に満足したスルタンは彼に「デマン」 (‘demang’) の称号を与えた。それ以降、その者はデマン・テギスまたはデマン・ポルテギス (Demang Portegis) として知られるようになった。
デマン・テギスが本当にタマン・サリの建築家であったかどうかには論争がある。その意匠はポルトガル風ではなく、ジャワとオランダの混合様式のようであり、P. J. ヴェス (P. J.  Veth) は、Java – Book III において、「地元の研究によると、『タマンサリの建築物』は、南海岸で座礁した難破船のスペイン人もしくはポルトガル人技師により設計されたといわれる。しかし、その『建築』は、これに反してジャワ的特徴を強く示している」としている。デマン・テギスが存在したような証拠はいまだ不確定であるが、タマン・サリの建築について、2001年にはタマン・サリを調査するために多数のポルトガルの建築や文化遺産の専門家が動員された。
タマン・サリの設計におけるヨーロッパの影響の広範な推定には、パンテオン・ソルボンヌ大学の Hélène Njoto-Feillard の研究により異論が唱えられ、2003年の会議論文に提出された。複合体の歴史的背景および建築様式を分析し、その結論として、創造者はおそらく地元のジャワ人であるとしている。オランダの歴史的記述にタマン・サリの建設のヨーロッパが関与したという言及が何もないことも、この推測を裏付けるさらなる証拠として提示されている。

## 構造

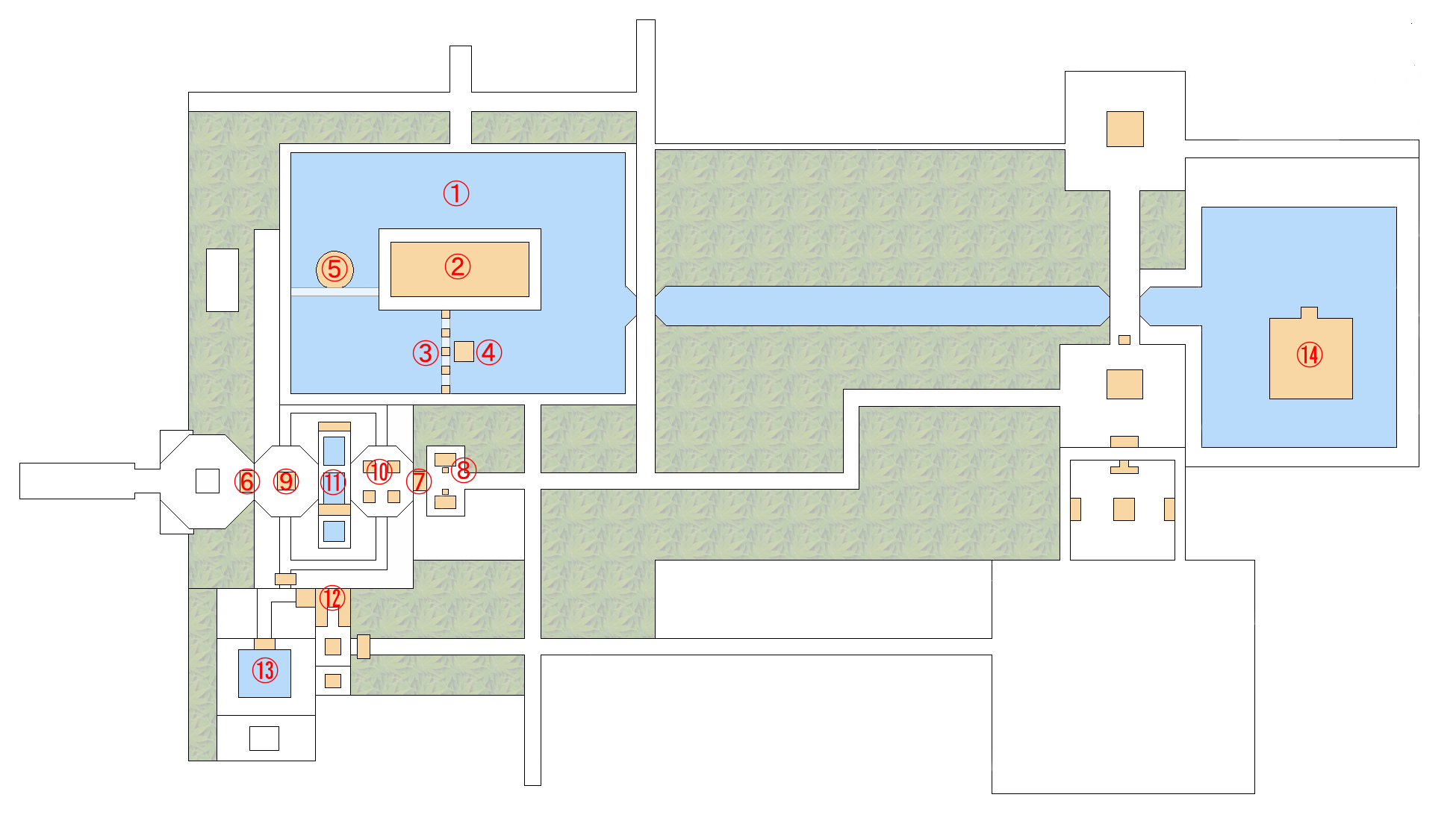
タマン・サリ復元概要図
1. セガラン湖 2. ケノンゴ島「ゲドン・ケノンゴ」 3. タジュグ 4. セメティ島（パネムブン島） 5. スムル・グムリン 6. 西門 7. 東門 8. Gedhong Temanten 9. Gedhong Lopak-lopak 10. Gedhong Sekawan 11. 水浴場（アンブル・ビナングン） 12. パサリアン・レドク・サリ 13. ガルジタワティ沐浴池 14. キヌペン島「ゲドン・ガディン」

タマン・サリは4つの区域に分けることができる。第1の区域は、西側の北に位置する人工湖セガラン (Segaran) である。第2の区域は、セガラン湖の南にある水浴場の複合体で、アンブル・ビナングン (Umbul Binangun) 水浴場複合体と呼ばれている。第3の区域は今日ほとんどが失われているが、水浴場複合体の南に位置し、パサリアン・レドク・サリ (Pasarean Ledok Sari) やガルジタワティ (Garjitawati) 沐浴池があった。第4の区域は、第1・2区域の東側であり、マガンガン (Magangan) の東および南東の複合体にまで広がる。

### セガラン湖地区
セガラン湖の区域は、その時代におけるタマン・サリの中心的複合体であった。この複合体は、セガラン（Segaran、人工の「海」〈ジャワ語: segara〉の意）と呼ばれる人工湖からなり、一部の建物が湖の中央に位置する人工の島にある。建物には水底トンネルによりつながる。王族が船によりタマン・サリの浴場に至る起点として使用された。今日セガラン湖は、水がなくなり、その湖底であった場所は今やヒトの入植により密集しており、もはや湖として見ることはできないが、水がなくなった後も地下には水底トンネルがいまだ現存し、行くことができる。
セガラン湖の中央にあった人工の島は、ケノンゴ島（ジャワ語: Pulo Kenongo、英: Kenongo Island）として知られる。その名はかつて島を取り巻いていたカナンガの木（尼: Kenanga〈学名: Cananga odorata〉）にちなんで付けられた。この島には現在廃墟となるゲドン・ケノンゴ（ジャワ語: Gedhong Kenongo、英: Kenongo building、gedhong は、煉瓦や石の「建物」の意）と呼ばれる3階建ての建物がある。

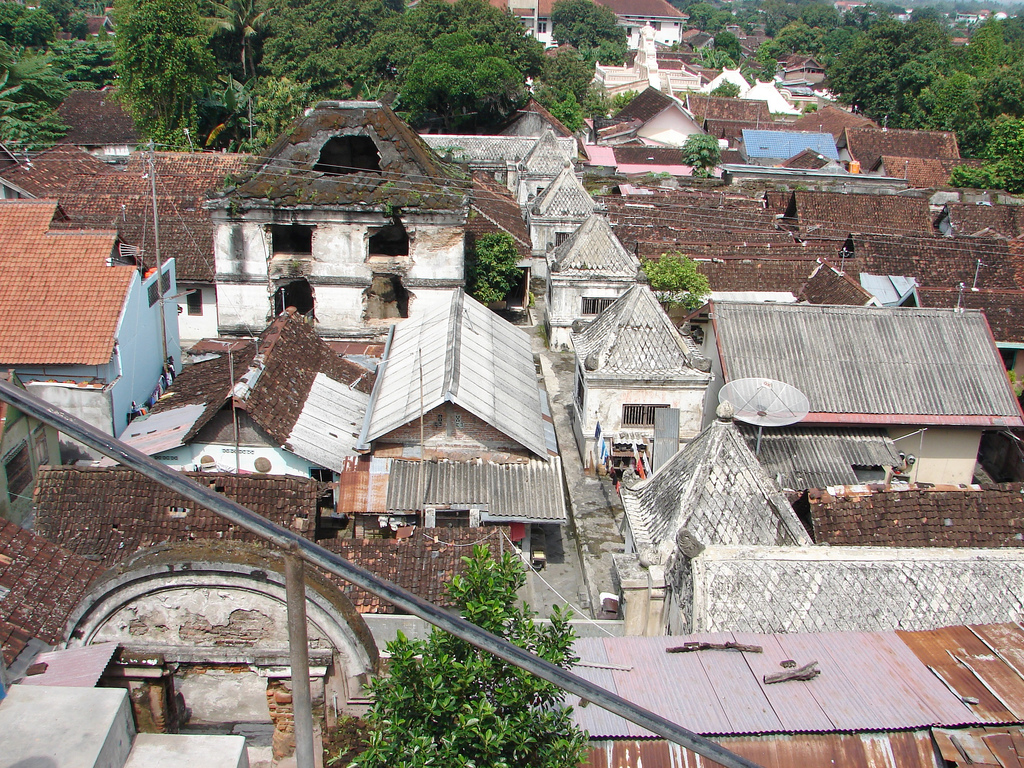
タジュグの小構造物の列。左はセメティ島（パネムブン島）の遺構。人工湖であった一帯を今日集落が占める。

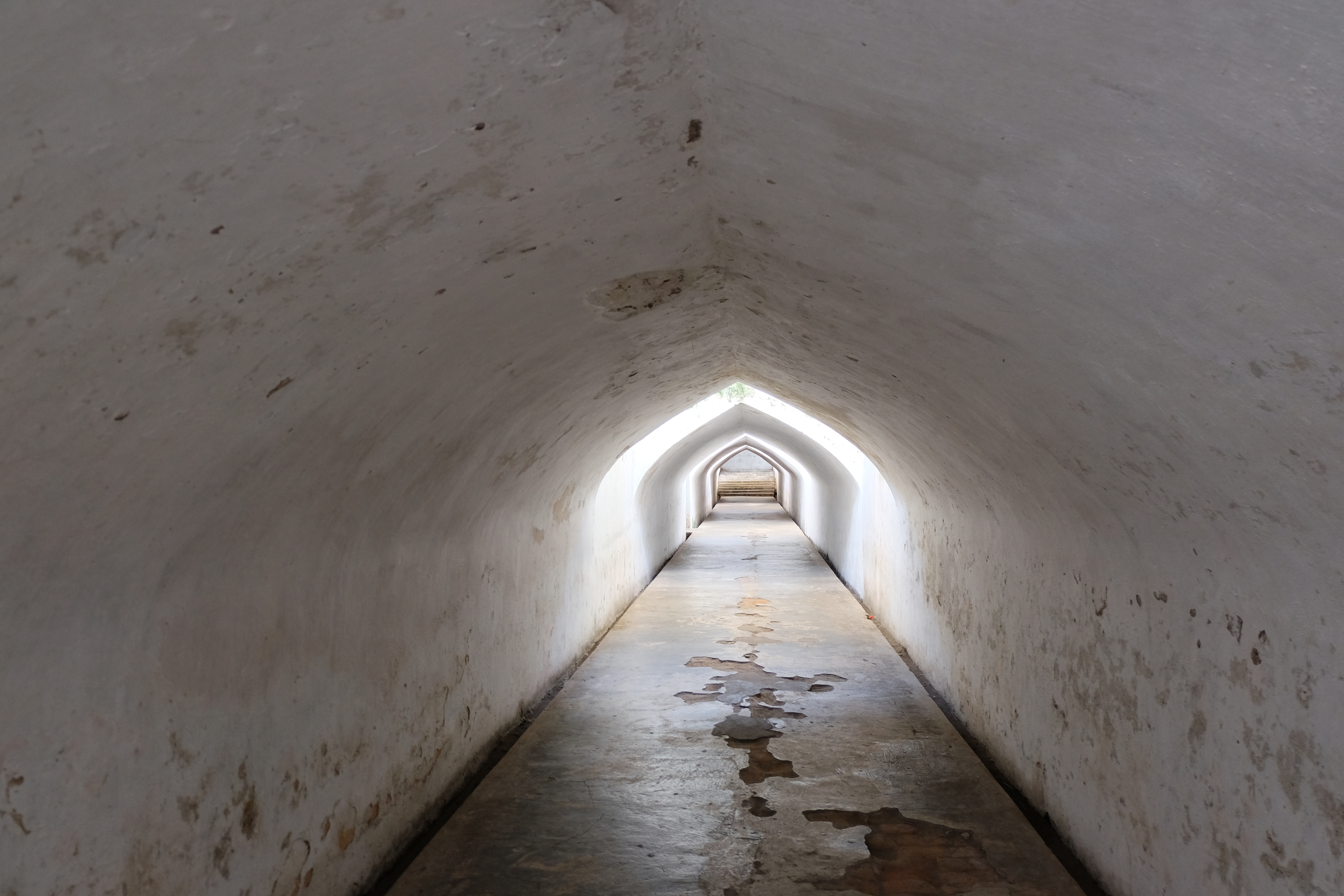
水底トンネルであった地下道

ケノンゴ島の南側には、タジュグ (Tajug) と呼ばれる小さな建物が並ぶ。これらの建物はかつて湖の下に位置するトンネルの換気口として使用されていた。この1761年に構築されたトンネルは、船以外によってケノンゴ島に至る代替路であった。また、ケノンゴ島の南側には、セメティ島（ジャワ語: Pulo Cemethi）またはパネムブン島（ジャワ語: Pulo Panembung）と呼ばれるもう1つの人工島がある。それは1棟の構造物であり、スルタンが瞑想するため、あるいは襲撃時の王室の隠れ場所ともいわれる。この島はまたスムル・グマントゥン（Sumur Gumantung、「吊り下げる〈gumantung〉縦穴〈sumur〉」の意）とも呼ばれ、その名はこの島の南側にある地面の下の縦穴（井戸）による。この場所は水底トンネルを介してのみ行くことができた。セメティ島の構造物もまた、現在廃墟となっている。伝説によれは、宮殿にはニャイ・ロロ・キドゥル（ラトゥ・キドゥル）という南方の女王が持つ宮殿のある南海（インド洋）をつなぐ秘密のトンネルがあるといわれる（キドゥル〈kidul〉は「南」の意）。この超自然的な女王は、何代にもわたるジョグジャカルタのスルタンの霊的な配偶者となっている。

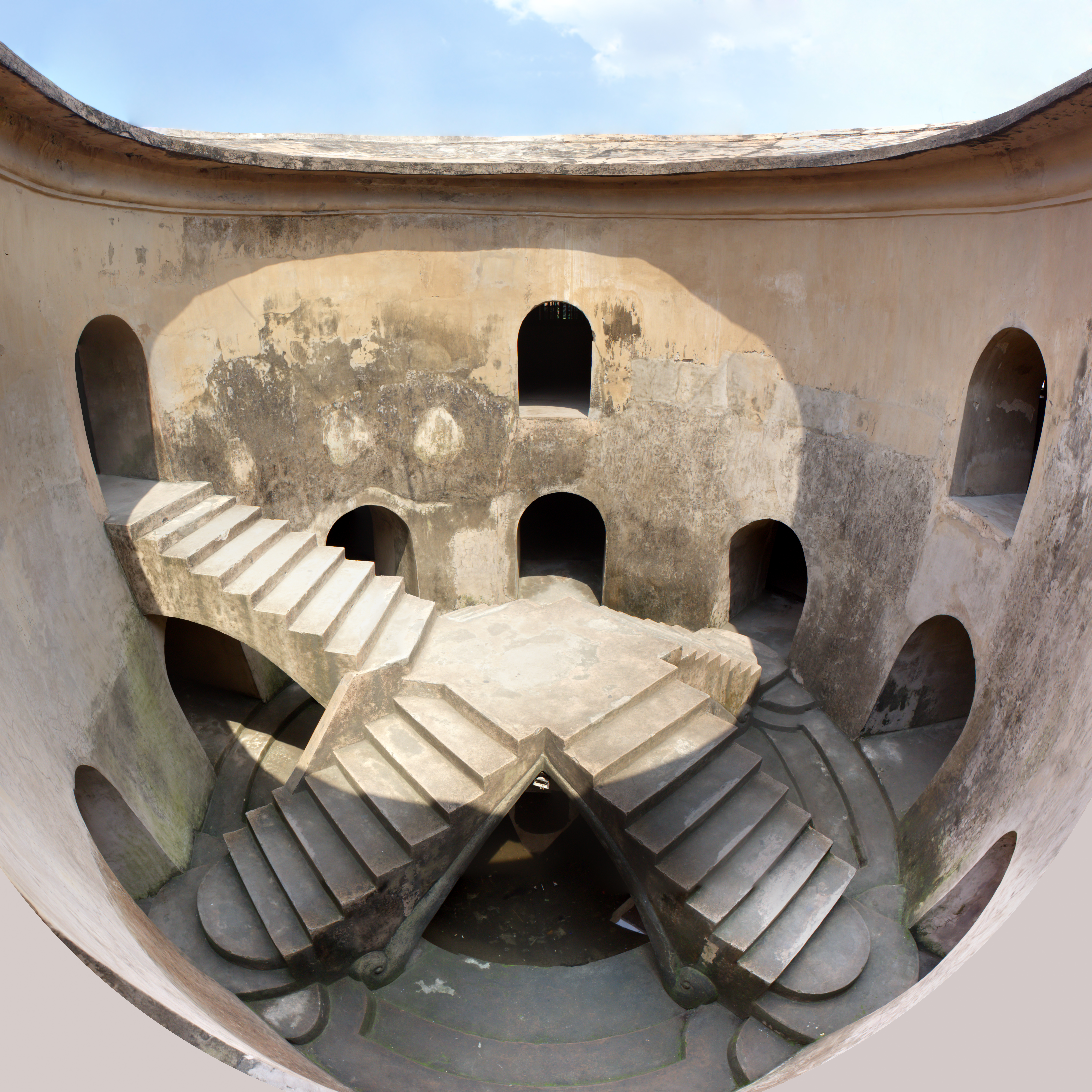
4つの階段が中央で交わる「スムル・グムリン」の高架壇

ケノンゴ島の西側には、スムル・グムリン (Sumur Gumuling) と呼ばれるもう1つの2階建ての円形の構造物があり（ジャワ語: gumuling は「丸い」の意）、ここはかつて別の人工島を形成していた。この構造物の1階部分には、水底トンネルであった地下道より入ることができる。その建物ではスルタンが神に祈りを捧げたといわれ、モスクとして使用された。この建物の壁にある壁龕はミフラーブとして使われた。この構造物の中央部には4つの階段が交わる高架壇があり、その壇上より1本の階段が2階に延びている。この基壇の地上階にある小さな池は、イスラム教の清めの儀式（ウドゥ）のために使用された。

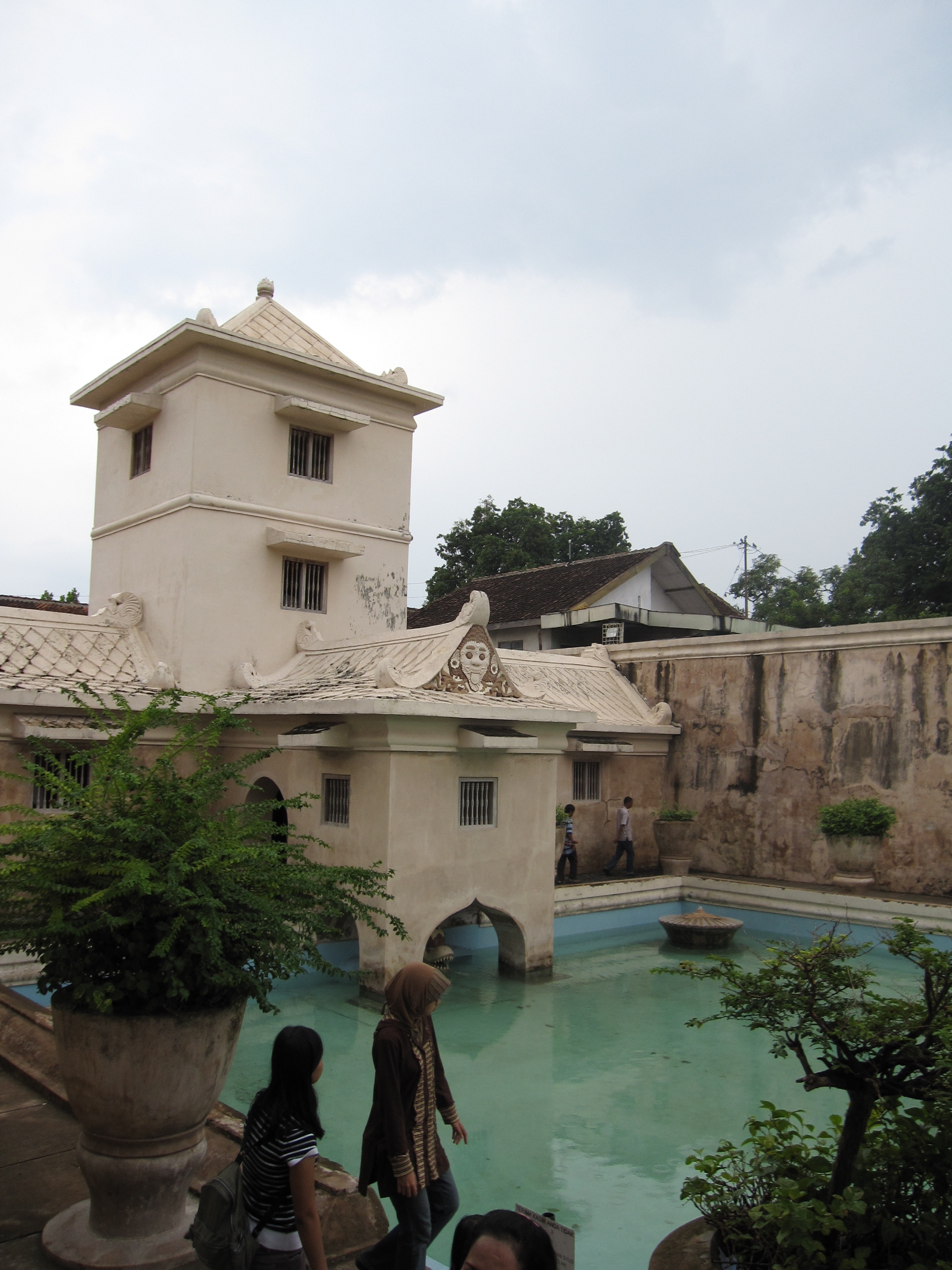
水浴場

### 水浴場地区
第2の区域は、セガランの人工湖の南に位置する。この区域はタマン・サリの中心ではなかったが、複合体うち最も保存された場所であり、今や最も人気のある観光地である。水浴場区域には、東側と西側にある2つの門を経て入場し、これらのそれぞれの門は複合施設の中心に通じており、まず東・西の内側にある八角形の中庭に、次いでこれらの中庭よりそれぞれ中央の水浴場の場所に通じている。

#### 東・西門
水浴場複合体に通じる2つの門（ゴープラ、尼: Gapura）があり、西側の門は Gedhong Gapura Hageng と呼ばれ、東側の門は Gedhong Gapura Panggung と称される。門は、様式化された鳥や花飾りの装飾などにより飾られている。
西の入口である Gedhong Gapura Hageng は、かつて水浴場の正門として使用されていた。西門の東正面は今日もなお見られるが、西側正面は集落により塞がれている。この西門の建設は、西暦1765年頃（サカ暦1691年）に完了した。東の入口である Gedhong Gapura Panggung は、今も門の役目を果たしており、現在観光客の入場口となっている。東門には、西・東側にそれぞれ2つの階段があり、この門の4つの階段を4体のナーガが装飾していたが、現在片側の2体のナーガのみ見られる。この東門は、西暦1758年頃（サカ暦1684年）に完成している。

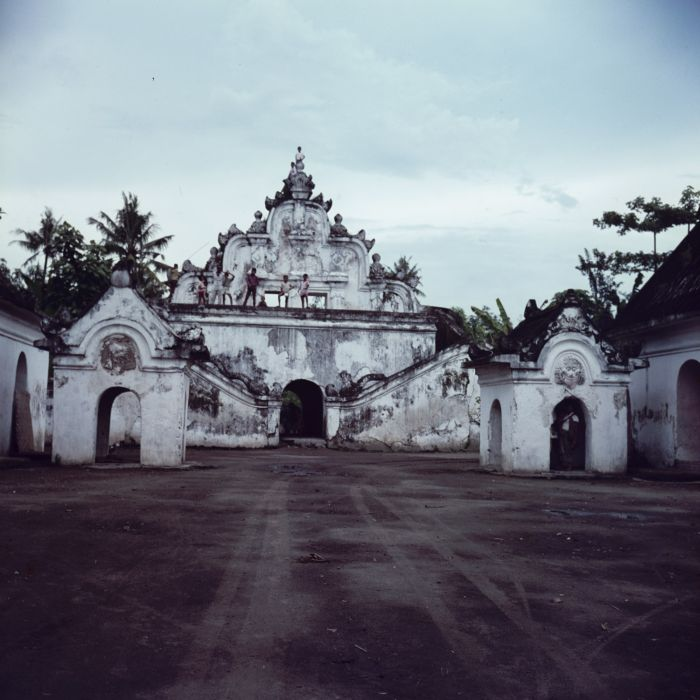
東門の東両側にある2棟の構造物 Gedhong Temanten

東門の南東と北東側には、Gedhong Temanten と称される2棟の建物があり（ジャワ語: temanten / mantèn は「花嫁・花婿（婚礼）」の意）、以前には城塞の警備に使われていた。考古学的研究によれば、この建物の南側にもう1つの建物ならびに庭園があったが、その遺構はもはや見ることができず、集落により占められている。

#### 八角形の中庭
各門は八角形の中庭に通じる。西側の門は、西側の八角形に囲まれた中庭に通じている。以前にはこの中庭の中央に建つ構造物は Gedhong Lopak-lopak と呼ばれていた（ジャワ語: lopak-lopak は、ビンロウやタバコを保管する金箱の意）。
東門もまた八角形に囲まれた中庭に通じている。その設計は Gedhong Lopak-lopak のある中庭と同様であるが、その中庭内にはゲドン・セカワン (Gedhong Sekawan) と呼ばれる4つの別棟がある。これらの別館は王室の休憩所として使用された。東側と西側の八角形の中庭は、中央の水浴場に通じている。

#### 水浴場

水浴場には、スルタンが沐浴する女性を見守った塔がある。

王室の水浴場であるアンブル・ビナングン（Umbul Binangun〈Umbul Pasiraman, Umbul Winangun〉、ジャワ語: umbul は「泉」の意）は、高い建造物に囲まれた閉ざされた空間であり、キノコ型の湧水や大きな植木鉢により装飾された3つの沐浴池からなる。
水浴場には2棟の建物がある。北端の建物は、休憩所およびスルタンの娘や側室の更衣室として使用された。この建物の南側にアンブル・ムンカル（Umbul Muncar、ジャワ語: muncar は「噴き出す」または「輝く」の意）として知られる沐浴池がある。その沐浴池は、東西に走る中央通路（通称 Blumbang Kuras）により2つに分割されている。南にあるもう1つの構造物は、中央に塔を備える建物である。その建物の右袖はスルタンの更衣室として使用され、東袖は同じくスルタンの休憩所として使用された。中央の塔はスルタンが娘や側室が貯水池で沐浴するのを見守るために使用されたといわれる。この建物の南には第3の沐浴池があり、そこはスルタンと側室のみが使用していた。その時代には、女性たちとスルタンだけがこの水浴場内に入るすることが許されていた。

### 南部地区
水浴場複合体の南に位置するこの区域には、明白な遺構は残存していない。遺跡の復元に従えば、この一帯にはパサリアン・レドク・サリ (Pasarean Ledok Sari〈Pasarean Dalem Ledok Sari〉) 複合体、およびいくつかの別館と庭園を持つガルジタワティ沐浴池の複合体により構成されていた。パサリアン・レドク・サリは、現在なお保存されている唯一の複合体である。パサリアン・レドク・サリは、おそらくスルタンの瞑想の場として使われたか、もしくはスルタンと側室の会する場所であったともいわれる。建物の中心にはスルタンのための寝室があり、その下に水が流れていた。また、調理場、機織り室、貯蔵庫、下僕のための2つの沐浴池、それに庭園もあったとされる。

### 東部地区
第4の複合体は、タマン・サリ複合体の一部において、かつての吊り橋と橋脚の遺構を除き、明らかな遺跡はほとんどない。この一帯については、1812年のイギリス軍のジョグジャカルタ王宮の描画から作成された復元より読み取ることができる。この区域はセガラン湖地区の東約600メートルに広がり、この一帯は、王宮のクマガンガン (Kamagangan) 複合体の南東、南シティヒンギル (Siti Hinggil Kidul) 複合体の北東方向にあるもう1つの人工湖より構成されていた。この人工湖の中心にも、キヌペン島（ジャワ語: Pulo Kinupeng）と呼ばれる人工の島がある。島の中心には、ゲドン・ガディン（ジャワ語: Gedhong Gading）として知られる建物があった。
この人工湖は、東西に延びる長さ380メートルの水路を経由してセガラン湖の東側につながっている。水路の幅はおよそ20メートルであり、2か所の隘路はかつて吊り橋が架かっていた場所と考えられる。その橋の1つは今日、王宮複合体のクマガンガンと南カマンドゥンガン (Kamandhungan Kidul) を結ぶ通りに位置する。橋自体は失われているが、橋の配置は今なお認められる。吊り橋の西側には、スルタンが王室のタマン・サリ水浴場に向かう行路の起点として使われた桟橋がある。
水路は、南・北にあった庭園に囲まれ、現在は南カマンドゥンガン・と南シティヒンギルの王宮複合体の西側に位置する。今日、これらの水路、橋、湖、庭園があった一帯はすべて現地の集落が占めており、庭園は Kampung Ngadisuryan になり、湖はカンプン・セガラン（Kampung Segaran) となる。

## タマン・サリ周辺
今日、タマン・サリの城塞の周辺には、2700人の住人がいるカンプン・タマンと呼ばれる集落により占有されている。その地域はバティックや伝統的な絵付け手芸の因習より知られる。また、この地域には2010年に鳥市場がバンツル通り (Jl. Bantul) のパスティ市場 (PASTY〈Pasar Satwa dan Tanaman Hias Yogyakarta〉) に移転するまで、ジョグジャカルタ最大の鳥市場を久しく務めた伝統的市場であるンガスム（ガスム）市場 (Pasar Ngasem) がある。それに20世紀初頭に建てられたソコトゥンガル・モスク（尼: Masjid Soko Tunggal、英: Soko Tunggal Mosque）は、一般的なジャワの伝統的建築と異なり一本柱を持つ特異なモスク（ムスジッド、尼: masjid / mesjid）として知られる。